# Dunav Kuzmanich
Dunav Kuzmanich Salinas  né le 4 juillet 1935 à Santiago (Chili) et mort le 9 août 2008  à  Santa Fe de Antioquia (Colombie), est un cinéaste et scénariste chilien. Son mode de vie discret, presque dans l'anonymat, ajouté à la censure, font de lui un réalisateur culte et l'un des plus importants du cinéma colombien.
Pendant près de trois décennies, le cinéma de Kuzmanich tente de dépeindre le devenir historique complexe et violent de la Colombie durant la seconde moitié du XXe siècle. Certains de ses films se distinguent par leur narration chronique, descriptive et à caractère dénonciateur comme Canaguaro (1981), Ajuste de cuentas (Règlement de comptes, 1983) ou El día de las Mercedes (Le jour des Mercedes, 1985). En tant que scénariste, deux des films qu'il écrit (San Antoñito et Cóndores no entierran todos los días) parviennent à entrer au Festival de Cannes, ce dernier étant le premier long-métrage de fiction colombien à réaliser cet exploit. Il travaille également sur des séries télévisées comme Don Chinche (1982), une des meilleurs du XXe siècle en Colombie.

## Premières années
Dunav né à Santiago. Il est le fils de María Eva Salinas, une femme issue d'une famille de la haute société ayant tout perdu, et de Marco Jacob Kuzmanich, un marin d'origine croate, frère de Pancho et Sonia Kuzmanic.
Kuzmanich arrive en Colombie après avoir travaillé dans son pays sous le gouvernement de Salvador Allende, fuyant le coup d'État de 1973.

## Carrière comme réalisateur

### Décennie 1970
Pendant le coup d'État militaire au Palais de la Moneda à Santiago, Kuzmanich se trouvait à Antofagasta.

### Décennie 1980
En 1981, il sort Canaguaro, qui traite de la période de La Violencia,  et qui se classe 20e dans la liste des 50 films colombiens inoubliables établie par la revue Semana. Le film est en outre considéré comme culte en Colombie. Il est nommé au Golden Montgolfier du meilleur film au Festival des trois continents de Nantes. De même, il obtient une Mention Spéciale du Jury au 3e Festival international du nouveau cinéma latino-américain de La Havane.
En 1986, le film San Antoñito écrit par Kuzmanich et réalisé par son beau-frère Pepe Sánchez, est sélectionné à la Semaine internationale de la critique à Cannes, devenant le troisième film colombien à y parvenir. Cependant, la copie arrive endommagée et ne peut concourir. 

### Décennie 1990
En 1996, il écrit le scénario du film La nave de los sueños (Le Navire des rêves), remportant le prix du meilleur scénario au San Juan Cinemafest de Porto Rico. Le film est réalisé par Ciro Durán.

### Décennie 2000
En 2004, Kuzmanich réalise avec Raúl Henao les premières versions du scénario pour Débora, film sur Débora Arango. Cependant, le scénario final voit le jour en 2009 sous l'égide de Paz Alicia Garciadiego. 
Ses dernières années sont consacrées à enseigner ses méthodes dans plusieurs universités colombiennes — notamment à Medellín — où il développe sa plus vaste production cinématographique. Après sa mort, la Corporación Dunav Kuzmanich est fondée à Medellín pour préserver sa mémoire et diffuser ses méthodes de travail.

## Filmographie
Sauf indication contraire, les informations mentionnées dans cette section peuvent être confirmées par la base de données cinématographiques IMDb,  présente dans la section « Liens externes ».
Tous les films de Kuzmanich partagent plusieurs éléments communs : leurs thèmes, l'engagement idéologique, sa conception du langage cinématographique et la présence d'Hernando Casanova, son acteur fétiche, qu'il considérait comme un acteur de grand talent et un ami intime.

### Comme réalisateur

#### Cinéma
- 1981 : Canaguaro
- 1981 : La agonía del difunto
- 1983 : Ajuste de cuentas
- 1985 : El día de las Mercedes
- 1986 : Mariposas S.A.

#### Télévision
- 1983 : Farzán

### Comme scénariste

#### Cinéma
- 1978 : El patas
- 1981 : Canaguaro
- 1981 : La agonía del difunto
- 1983 : Ajuste de cuentas
- 1984 : Les condors ne meurent pas tous les jours (Cóndores no entierran todos los días)
- 1984 : San Antoñito
- 1985 : El día de las Mercedes
- 1996 : La nave de los sueños

#### Télévision
- 1982 - 1989  : Don Chinche
- 1983 : Farzán
- 1986 : Musiloquisimo